# Кућа Јована Павловића у Шапцу
Кућа Јована Павловића се налази у Шапцу, улица Масарикова 3, у строгом центру града, убраја се као непокретно културно добро у заштићене споменике културе.

## Прота Јован Павловић
Јован Павловић је рођен 1804. године у селу Бањици, у источној Босни. Од 1809. године настанио се у Шапцу са родитељима, где је и пошао у школу. 1824. године је постао свештеник, две године касније произведен је у проту. Умро је 24. априла 1861. године. Био је блиски сарадник и пријатељ Јеврема Обреновића, поета, државник, значајна културна личност Шапца и Србије почетком 19. века. Бавио се преводилаштвом, а био је укључен и у политику. Српско учено друштво га је изабрало за дописног члана.

## Историја
Прота Јован Павловић је сазидао кућу 1846. године за своје потребе. Налази се у улици Масарикова бр. 3. После 1863. године, протина удовица кућу продаје и она до данас мења више власника. Протина кућа је изразит пример профане балканске архитектуре и као таква се сачувала као једини преостали пример у граду. Објекат има благо издужену правоугаону основу са улазом на бочној фасади. Улична фасада има на спратном делу низ од три прозорска отвора која су међусобно одвојена наглашеним, једноставним пиластрима. Кров је благог пада, са ћерамидом као покривачем.